# Megadolomedes australianus
Espèce
Synonymes
- Dolomedes australianus L. Koch, 1865
- Dolomedes cervinus L. Koch, 1876

Megadolomedes australianus est une espèce d'araignées aranéomorphes de la famille des Dolomedidae.

## Distribution
Cette espèce est endémique de  Nouvelle-Galles du Sud en Australie. Elle se rencontre de Sydney à Wollongong.

## Description

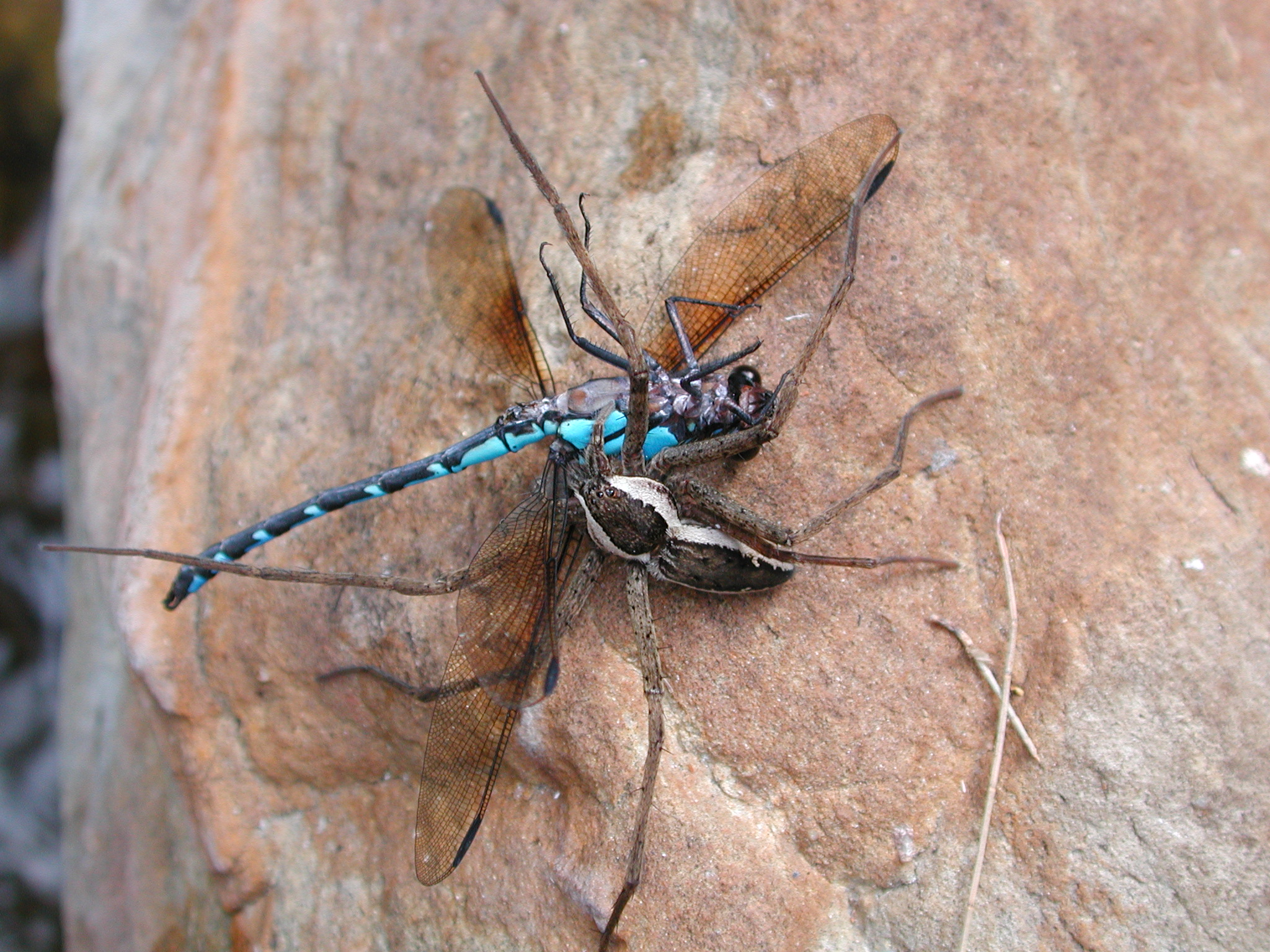
Megadolomedes australianus

La carapace du mâle décrit par Raven et Hebron en 2018 mesure 6,00 mm sur 4,96 mm et la carapace de la femelle mesure 13,68 mm de long sur 12,87 mm et l'abdomen 18,22 mm de long sur 12,15 mm.

## Systématique et taxinomie
Cette espèce a été décrite sous le protonyme Dolomedes australianus par L. Koch en 1865. Elle est placée dans le genre Megadolomedes par Davies et Raven en 1980.
Dolomedes cervinus a été placée en synonymie par Davies et Raven en 1980.

## Étymologie
Son nom d'espèce lui a été donné en référence au lieu de sa découverte, l'Australie.

## Publication originale
- L. Koch, 1865 : Beschreibungen neuer Arachniden und Myriopoden. Verhandlungen der Zoologisch-botanischen Gesellschaft in Wien, vol. 15, p. 857-892 (texte intégral).